# Mecklenburg-Strelitz

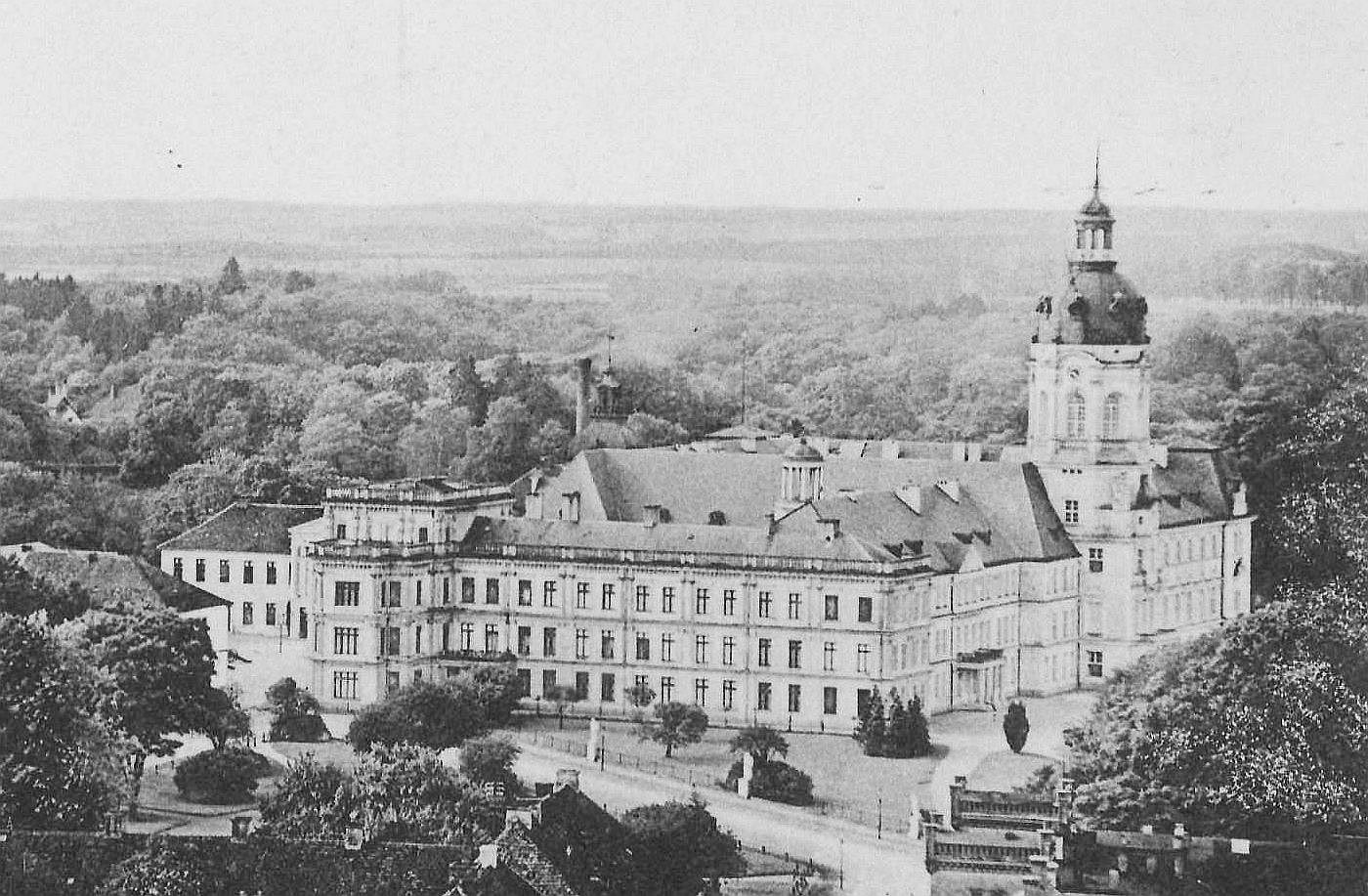
Neustrelitzer Residenzschloss,
erbaut von 1726 bis 1731 und 1945 abgebrannt

Mecklenburg-Strelitz, verkürzt bisweilen Strelitz oder Strelitzer Land  genannt, war von 1701 bis 1918 ein (Teil-)(Groß-)Herzogtum des mecklenburgischen Gesamtstaates ohne eigene Legislative. Als administrativ getrennte Teile des mecklenburgischen Staates waren die beiden (Teil-)Herzogtümer Mecklenburg-Schwerin und Mecklenburg-Strelitz bis 1806 Reichslehen und Teilstaaten des Heiligen Römischen Reichs Deutscher Nation. Nach dem Ende des alten Reichs, infolge Standeserhöhung durch den Wiener Kongress 1815, wurden beide Teile des nunmehr souveränen Herzogtums Mecklenburg zum Großherzogtum, 1867 zugleich zu Bundesstaaten des Norddeutschen Bundes und durch die Deutsche Reichsgründung 1871 Länder des Deutschen Kaiserreiches.
Das (Teil-)Herzogtum Mecklenburg-Strelitz wurde 1701 von der östlich von Mecklenburg-Schwerin gelegenen Herrschaft Stargard und dem westlich von Mecklenburg-Schwerin gelegenen Fürstentum Ratzeburg gebildet. Der größere, östliche Teil von Mecklenburg-Strelitz bildete bis 1918 den Stargardischen Kreis –  einen der drei ritterschaftlichen Kreise des mecklenburgischen Gesamtstaates.
In der Weimarer Republik erlangte Mecklenburg-Strelitz als Freistaat zum ersten Mal politische Selbständigkeit. Es war das erste deutsche Land, das sich eine demokratische Landesverfassung gab und bestand bis zur Wiedervereinigung mit Mecklenburg-Schwerin am 1. Januar 1934. Der südöstliche Teil von Mecklenburg-Strelitz, die alte Herrschaft Stargard, bildete von 1934 bis 1946 den Landkreis Stargard. Danach brach die historische Gebietskontinuität ab. Aus dem nordöstlichen Teil wurde unter Einschluss der Stadt Neubrandenburg der Kreis Neubrandenburg gebildet, aus dem südwestlichen Teil unter Einschluss der Stadt Neustrelitz der Kreis Neustrelitz, ein kleinerer Teil im Südosten wurden in den Kreis Strasburg integriert. Alle drei Kreise wurden 1952 dem Bezirk Neubrandenburg der DDR zugeordnet. Im Zuge der Gebietsreform 1994 wurde ein Landkreis Mecklenburg-Strelitz neu geschaffen, der nur noch Teile des historischen Territoriums von Mecklenburg-Strelitz umfasste und 2011 im Landkreis Mecklenburgische Seenplatte aufging.
Das Neustrelitzer Residenzschloss war ab 1731 bis zum Ende der Monarchie in Deutschland 1918 die Hauptresidenz der (Groß-)Herzöge von Mecklenburg-Strelitz. Nach Brandstiftung am Ende des Zweiten Weltkrieges und dem vollständigen Abriss der Schlossruine 1950 wurde das Schloss bisher nicht rekonstruiert. Heute wird die Geschichte der historischen Region Mecklenburg-Strelitz im Kulturquartier Mecklenburg-Strelitz präsentiert.

## Mecklenburg-Strelitz (1701–1918)

### Geschichte
Das (Teil-)Herzogtum Mecklenburg-Strelitz entstand 1701 nach mehr als fünfjährigem Thronfolgestreit der mecklenburgischen Dynastie der Obodriten, der Mecklenburg in bürgerkriegsähnliche Zustände führte. Die Gründungsurkunde stellte ein dynastischer Hausvertrag dar, der die Dritte mecklenburgische Hauptlandesteilung besiegelte und als Hamburger Vergleich in die Landesgeschichte einging. Mecklenburg-Strelitz wurde nach § 2 des Vertrags vom 8. März 1701 aus mehreren Herrschaftsteilen gebildet: dem Fürstentum Ratzeburg an der mecklenburgischen Westgrenze südlich von Lübeck, der Herrschaft Stargard im mecklenburgischen Südosten mit den Städten Neubrandenburg, Friedland, Woldegk, Strelitz, Stargard, Fürstenberg und Wesenberg, sowie den Komtureien Mirow und Nemerow.
Die 1701 getroffenen Festlegungen hatten mit geringfügigen Veränderungen bis zum Ende der Monarchie Bestand. Die kurze Zwischenphase nach der Deutschen Revolution von 1848 bis 1850, in welcher lediglich das (Teil-)Herzogtum Mecklenburg-Schwerin den Schritt zu einem modernen Verfassungsstaat vollzog und damit schließlich scheiterte, betraf das (Teil-)Herzogtum Mecklenburg-Strelitz nicht.
 Von 1701 bis 1918 wurde Mecklenburg-Strelitz von der jüngeren Linie des herzoglichen Hauses Mecklenburg regiert. Die Herrscher von Mecklenburg-Strelitz führten zunächst, ohne Unterscheidung von übrigen Mitgliedern der Fürstenfamilie, den Titel Herzog zu Mecklenburg. Die Thronfolger wurden als Erbprinz bezeichnet. Auf dem Wiener Kongress empfingen die beiden (regierenden) Herzöge zu Mecklenburg eine Titelaufbesserung als Großherzog von Mecklenburg. Die Thronfolger titelten seither als Erbgroßherzog, die zugehörigen Ehefrauen entsprechend als Großherzogin bzw. Erbgroßherzogin von Mecklenburg. Alle anderen Mitglieder der Fürstenfamilie führten weiterhin die alten Titel als Herzog bzw. Herzogin zu Mecklenburg. Da es zeitgleich stets zwei mecklenburgische Regenten gab, fügte man ihrem Haupttitel zur besseren Unterscheidung den Namen des jeweiligen (Teil-)Herzogtums (Schwerin bzw. Strelitz) hinzu. In gleicher Weise verfuhr man mit den übrigen Familienmitgliedern. Diese Namenszusätze wurden jedoch nur inoffiziell, zur Vermeidung von Verwechslungen, benutzt und waren niemals Bestandteil der offiziellen Titulatur.
Das Staatssystem Mecklenburgs bestand bis 1918 aus einem feudalen Ständesystem. Die Landesfürsten waren in Mecklenburg auf die Mitbestimmung durch die Landstände angewiesen. Im Gegensatz zu anderen Staaten war es in Mecklenburg nie zur Herausbildung des Absolutismus gekommen. Ritterschaft und Landschaft beider (Teil-)Herzogtümer – die sog. Landstände – bildeten seit 1523 eine gemeinschaftliche Körperschaft, die „Union der Landstände“ oder „Landständische Union“ und fungierten als Abteilungen des Mecklenburgischen Landtags. Die beiden Landesteile hatten daher eine gemeinsame Legislative. Zur Ritterschaft gehörten alle landtagsfähigen Besitzer ritterschaftlicher Hauptgüter im mecklenburgischen, wendischen und stargardschen Kreis. Das ritterschaftliche Gebiet umfasste ca. 46 % der Gesamtfläche und war im Landesteil Strelitz 640  Quadratkilometer groß. Die Landschaft bestand aus den Obrigkeiten der 49 landtagsfähigen Städte. Dazu kamen noch die säkularisierten Landesklöster und das Domanium, der herzogliche (landesherrliche) Besitz (getrennt nach den Linien Mecklenburg-Schwerin und -Strelitz), der etwa 40 Prozent des Landes umfasste, in Mecklenburg-Strelitz 1652 Quadratkilometer. Die Einkünfte des Domaniums waren nach der Verfassung für die Kosten der Landesherrschaft bestimmt. Entsprechend der dreifachen Gliederung des Staates gab es somit die (landtagsfähigen) Städte sowie domaniale und ritterschaftliche Ämter. Die Städte verwalteten sich selbst.
Neben Neustrelitz als Hauptresidenz der (Groß-)Herzöge von Mecklenburg-Strelitz war Neubrandenburg als eine von drei Vorderstädten (Oberzentren) des mecklenburgischen Gesamtstaates nicht nur eine der bedeutendsten Städte in Mecklenburg-Strelitz, sondern darüber hinaus auch in ganz Mecklenburg. Zwar war Neubrandenburg seit dem Spätmittelalter keine Residenzstadt mehr, aber als mecklenburgische Vorderstadt hatte Neubrandenburg eine besondere politische Rolle mit Vertretungsfunktion für alle anderen Städte der Herrschaft Stargard und als Sitz wichtiger Oberbehörden. Die anfängliche Idee, Neubrandenburg im Ergebnis der Dritten Mecklenburgische Hauptlandesteilung von 1701 zugleich zur Hauptstadt des neu gebildeten Teilherzogtums Mecklenburg Strelitz zu machen, scheiterte am Bürgerstolz der Neubrandenburger Einwohner. Als Folge davon bestimmte der regierende Herzog Adolf Friedrich II. die Stadt Strelitz als Haupt- und Residenzstadt des neu entstandenen mecklenburgischen (Teil-)Herzogtums. In dem dort schon lange  bestehenden Schloss hatte der Herzog ohnehin bereits seit längerem seinen Wohnsitz. Nachdem das Strelitzer Residenzschloss 1712 abgebrannt war und sich ein Wiederaufbau an gleicher Stelle als undurchführbar erwies, nahm Herzog Adolf Friedrich III. zunächst in verschiedenen Notquartieren, dann am Zierker See in seinem Pachtgut Glienecke seinen Wohnsitz. Das Glienecker Anwesen dann zu einem barocken Dreiflügelschloss umgebaut. Dem Bau einer Siedlung für Hofstaat und Landesverwaltung nahe dem Schloss folgte 1733 ein Aufruf des Herzogs zur Ansiedlung von Neubürgern. Dieses Schriftstück gilt heute als Gründungsurkunde der Stadt Neustrelitz. (Nach 1918 wurde das Residenzschloss Sitz des Landtags des Freistaates Mecklenburg-Strelitz und Mecklenburg-Strelitzsches Landesmuseum, 1945 brannte es mit allem Inventar aus, die Ruinen wurden 1949/50 abgetragen.)

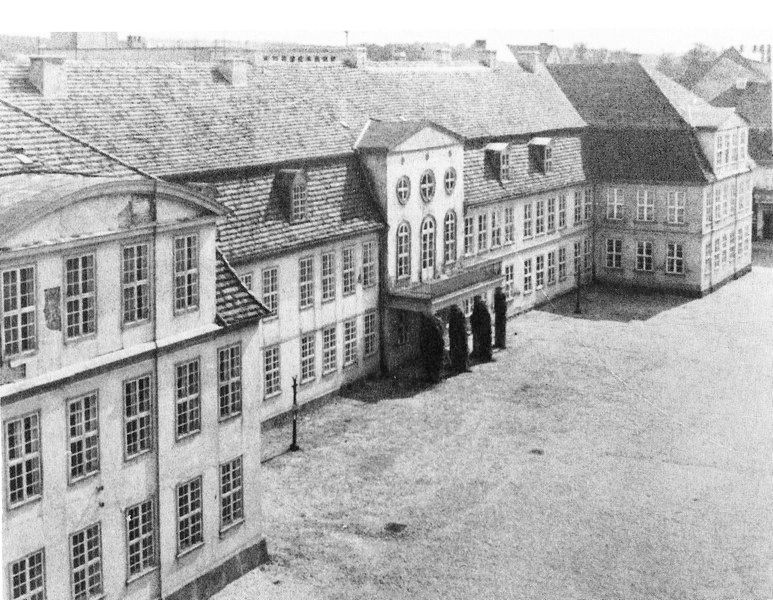
Palais Neubrandenburg um 1900

Ab Mitte des 18. Jahrhunderts wurde Neubrandenburg dennoch zur wichtigen Nebenresidenz, wo sich die Hofgesellschaft alljährlich während der Sommermonate aufhielt und direkt auf dem Marktplatz als fürstliches Sommerschloss das Palais Neubrandenburg entstand. Während die Hofhaltung in Neubrandenburg mit dem Tod des Herzogs Adolf Friedrich IV. (1794) endete, blieb Neubrandenburg als Vorderstadt bis zum Ende der Monarchie die politisch bedeutendste Stadt in Mecklenburg-Strelitz. Hier fanden traditionell die Zusammenkünfte der Ritter- und Landschaft des strelitzschen Landesteils statt. Auch die Inthronisation neuer Herrscher erfolgte stets im Neubrandenburger Palais. Weitere Nebenresidenzen des Strelitzer Herzogshauses waren Schloss Hohenzieritz, Schloss Mirow und Schloss Fürstenberg an der Havel.
Innenpolitisch hatte man Mecklenburg-Strelitz 1701 eine nachrangige Rolle im mecklenburgischen Ständestaat zugewiesen. Eine 1748 von beiden regierenden Herzögen beschlossene Auflösung des mecklenburgischen Gesamtstaates scheiterte am erbitterten Widerstand der Ritterschaft. Auch die Durchsetzung absolutistischer Machtansprüche der Fürsten misslang, als 1752 unversehens der Thronfolgefall eingetreten war und Truppen des Schweriner Herzogs den Strelitzer Landesteil besetzten und so nach Abkoppelung vom mecklenburgischen Gesamtstaat dessen politische Selbständigkeit durchsetzen wollten. Der Ausgang des Thronfolgestreits bewirkte die weitere Stärkung der Landstände.
Adolf Friedrich IV. und seine Mutter in ihrer Eigenschaft als Vormund seiner jüngeren Geschwister ratifizierten 1755 den Landesgrundgesetzlichen Erbvergleich (LGGEV), mit dem der mecklenburgische Staat eine neue, landständische Verfassung erhielt. Diese führte zur Festigung der Macht der mecklenburgischen Ritterschaft und konservierte die Rückständigkeit des Landes bis zum Ende der Monarchie (1918).
Innenpolitisch agierten beide mecklenburgischen Teilstaaten seit 1701 oft gemeinsam und einvernehmlich. Außenpolitisch und bei kriegerischen Auseinandersetzungen verfolgten sie jedoch unterschiedliche Ziele. Mecklenburg-Strelitz übte sich in einer Politik der Neutralität, nahm am Siebenjährigen Krieg (1756–1763) nicht teil, erklärte sich auch 1806 für neutral und verurteilte 1866 die Annexion Hannovers durch Preußen. Die Mobilmachung des Strelitzer Kontingents 1870 wurde verzögert und der Strelitzer Großherzog wohnte der Kaiserproklamation seines Cousins, des preußischen Königs Wilhelm I. in Versailles am 18. Januar 1871 nicht bei.
1867 wurden die beiden (Teil-)Großherzogtümer Mecklenburg-Schwerin und Mecklenburg-Strelitz Bundesstaaten des Norddeutschen Bundes und seit 1871 Länder des Deutschen Reiches. Mecklenburg-Strelitz hatte dabei 1 Stimme, Mecklenburg-Schwerin 3 Stimmen im Bundesrat. Beide Teilstaaten unterhielten eine gemeinsame Gesandtschaft für den Bundesrat und waren von weiteren kleinen Staaten (z. B. Reuß) mit deren Vertretung im Bundesrat beauftragt.
Nach dem Freitod von Adolf Friedrich VI., dem letzten Großherzog aus dem Hause Mecklenburg-Strelitz, übernahm der Schweriner Großherzog Friedrich Franz IV. kurz vor dem Ende der Monarchie die Aufgabe eines Verwesers des Strelitzer Landesteils. Bis zum Ende der Monarchie in Mecklenburg und der Abdankung von Friedrich Franz IV. als Großherzog von Mecklenburg-Schwerin und als Verweser von Mecklenburg-Strelitz konnte die Strelitzer Thronfolgefrage nicht mehr geklärt werden.

### Regenten
Alle (regierenden) Herzöge und Großherzöge des Landesteils Mecklenburg-Strelitz führten absolut identische Herrschertitel wie die Regenten des Landesteils Mecklenburg-Schwerin: Herzog zu Mecklenburg (ab 1815 Großherzog von Mecklenburg), Fürst zu Wenden, Schwerin und Ratzeburg, auch Graf zu Schwerin, der Lande Rostock und Stargard Herr.
- 1701–1708: Adolf Friedrich II., Herzog zu Mecklenburg [-Strelitz]
- 1708–1752: Adolf Friedrich III., Herzog zu Mecklenburg [-Strelitz]
- 1752–1794: Adolf Friedrich IV., Herzog zu Mecklenburg [-Strelitz]
- 1794–1816: Karl II., Herzog zu, dann Großherzog von Mecklenburg [-Strelitz]
- 1816–1860: Georg, Großherzog von Mecklenburg [-Strelitz]
- 1860–1904: Friedrich Wilhelm (II.), Großherzog von Mecklenburg [-Strelitz]
- 1904–1914: Adolf Friedrich V., Großherzog von Mecklenburg [-Strelitz]
- 1914–1918: Adolf Friedrich VI., Großherzog von Mecklenburg [-Strelitz]
- 1918–1918: Friedrich Franz IV., Großherzog von Mecklenburg [-Schwerin] als Verweser

### Strelitzer Thronfolgefrage 1918
Der Freitod des unverheirateten und kinderlosen letzten Strelitzer Großherzogs Adolf Friedrich VI. am 24. Februar 1918 stürzte das Haus Mecklenburg-Strelitz in eine existenzielle Nachfolgekrise. In beiden mecklenburgischen Landesteilen war der Thron seit 1701 nach dem Recht der Erstgeburt und nach der Lineal-Erbfolge im Mannesstamm erblich. Beide (groß-)herzoglichen Häuser waren durch Hausverträge von 1701 und 1755 verbunden, nach denen im Fall des Aussterbens der einen Linie die andere Linie nachfolgte. Beim Erlöschen beider Häuser wäre die Thronfolge nach diesen Verträgen auf Preußen übergegangen.
Der nach dem Hausgesetz der mecklenburgischen Dynastie einzig mögliche Nachfolger war Herzog Carl Michael, ein Enkel von Großherzog Georg. Er hatte bis 1917 in der russischen Armee gedient und war im russischen Bürgerkrieg auf der Flucht. Er hatte bereits 1914 mit Genehmigung Adolf Friedrichs die russische Staatsbürgerschaft angenommen und erklärt, er werde im Falle einer Thronfolge auf sein Thronfolgerecht in Mecklenburg-Strelitz verzichten. Es gab zwar noch einen weiteren männlichen Verwandten, den Neffen von Carl Michael, Georg Graf von Carlow. Dessen Vater, Carl Michaels Bruder Georg Alexander, der ebenfalls nach St. Petersburg ausgewandert war, hatte aber bereits bei seiner morganatischen Eheschließung mit Natalie Vanljarskaja (1858–1921), der Tochter des russischen Staatsrats Fedor Vanljarski, 1890 gegenüber Großherzog Friedrich Wilhelm für sich und seine Nachkommen auf die Thronfolge verzichtet und sich lediglich das Recht einer agnatischen Regentschaft vorbehalten. Daher erhielten seine Frau und Kinder nur einen Grafentitel und gehörten dem Haus Mecklenburg offiziell nicht an. Es kam zu einer kurzen Auseinandersetzung, Carl Michael wurde als präsumptiver Thronerbe offiziell anerkannt, blieb jedoch in den russischen Kriegswirren unerreichbar.
Deshalb übernahm Großherzog Friedrich Franz IV. von Mecklenburg-Schwerin am 27. Februar 1918 die Regierungsgewalt und fungierte bis zum Ende der Monarchie als Reichsverweser von Mecklenburg-Strelitz. Eine Lösung der Strelitzer Thronfolgefrage wurde durch den Ausgang der Novemberrevolution 1918, welche auch in Mecklenburg die Monarchie beseitigte, gegenstandslos. Der förmliche Verzicht von Carl Michael auf sein Thronfolgerecht im Januar 1919 war nur noch eine innerfamiliäre Angelegenheit und hatte keine politische Bedeutung mehr. Wegen verfassungs- und vermögensrechtlicher Konsequenzen kam es aber 1926 noch zu einem Rechtsstreit zwischen den beiden mecklenburgischen Freistaaten vor dem Staatsgerichtshof für das Deutsche Reich.
Der letzte Strelitzer Großherzog, Adolf Friedrich VI., hinterließ sein Vermögen (ca. 30 Millionen Mark) dem zweitgeborenen Sohn von Friedrich Franz IV., seinem Patenkind Christian Ludwig Herzog zu Mecklenburg, unter der Bedingung, dass es zu einer neuen dynastischen Absprache käme, dieser als Großherzog in Mecklenburg-Strelitz folgen würde und seinen Wohnsitz in Neustrelitz nähme. Andernfalls würde die Erbschaft auf 3 Millionen Mark verringert. Dieser Wunsch widersprach aber den damals gültigen Hausgesetzen, die für den Fall des Aussterbens der Strelitzer Linie den Rückfall des Landesteils an die Linie Mecklenburg-Schwerin und damit die Wiedervereinigung der beiden mecklenburgischen Landesteile vorsah. Ob und welchen Konsens die Fürstenfamilie in dieser Situation im Falle eines Fortbestandes der Monarchie gefunden hätte und ob diese Regelungen die Zustimmung der parlamentarischen Gremien des mecklenburgischen Ständestaates gefunden hätten, ist spekulativ und historisch durch die eingetretenen Entwicklungen bedeutungslos.
1934 endete mit dem Tod Herzog Carl Michaels jedenfalls die thronfolgefähige Linie des Hauses Mecklenburg-Strelitz. Im selben Jahr erfolgte auch die staatsrechtliche Wiedervereinigung der Freistaaten Mecklenburg-Strelitz und Mecklenburg-Schwerin innerhalb des NS-Staates. Georg Graf von Carlow, der Neffe Carl Michaels, war bereits 1928 von diesem adoptiert worden und hatte dadurch den Namen Georg Herzog zu Mecklenburg erhalten. Der ehemalige Großherzog von Mecklenburg-Schwerin, Friedrich Franz IV., stimmte dieser Adoption sowie der Aufnahme des Grafen Carlow in das großherzogliche Haus Mecklenburg zu, allerdings unter der Bedingung, dass Georg auf seine – ohnehin nur theoretischen – Thronansprüche für den Strelitzer Landesteil verzichtete, was dieser auch tat. Georg nahm aber von 1934 bis zu seinem Tod 1963 die Stellung des Chefs des Hauses Mecklenburg-Strelitz ein. Er erbte von seinem Onkel Carl Michael 1934 das Schloss Remplin, wurde jedoch von den Nationalsozialisten aufgrund seiner dynastischen Verbindungen nach Russland und wegen seines „politischen Katholizismus“ verfolgt. Die Nazis sorgten auch vermutlich dafür, dass das Rempliner Schloss 1940 abbrannte. 1944 kerkerten sie ihn im Konzentrationslager Sachsenhausen ein. Er starb 1963 in Sigmaringen. Ihm folgte als Chef des Hauses Mecklenburg-Strelitz sein Sohn Georg Alexander Herzog zu Mecklenburg (1921–1996) und diesem dessen Sohn Georg Borwin Herzog zu Mecklenburg (* 1956). Nachdem die Linie Mecklenburg-Schwerin 2001 mit dem letzten Erbgroßherzog, Friedrich Franz, im Mannesstamm erloschen ist, sind Georg Borwin und seine beiden Söhne in männlicher Linie die letzten Nachkommen der Obodriten.

### Staatsminister
Amtsbezeichnung: Geheimerrat, (Wirkl.) Staatsminister
- 1753–1769: Johann Christian von Zesterfleth (1694–1769)[10]
- 1769–1784: Stephan Werner von Dewitz (1726–1800)[11]
- 1785–1796: Christoph Otto von Gamm (1721–1796)
- 1796–1800: Otto Ulrich von Dewitz (1747–1808)
- 18XX–1803: Adolph Friedrich von Normann (1769–1803)
- 1800–1806: Anton Ludwig Seip (1723–1806)[12]
- 18XX–1816: Albrecht von Kamptz (1741–1816)[13]
- 1810–1827: Carl von Pentz (1776–1827)[14][15]
- 1810–1836: August von Oertzen (1777–1837)
- 1827–1848: Otto von Dewitz (1780–1864), ab 1837 alleiniger Staatsminister
- 1848–1850: (Vakanz)
- 1850–1861: Wilhelm von Bernstorff († 1861)[16]
- 1862–1868: Bernhard Ernst von Bülow (1815–1879)
- 1868–1872: Wilhelm von Hammerstein-Loxten (1808–1872)[17]
- 1872–1885: (Vakanz), prov. Fü. Carl Piper (1837–1919)
- 1885–1907: Friedrich von Dewitz (1843–1928)
- 1908–1908: (geschäftsführend) Martin Selmer (1861–1947)[18]
- 1908–1918: Heinrich Bossart (1857–1930)

### Verwaltungsgliederung
Verwaltungsgliederung mit Einwohnerzahl 1871
Das (Teil-)Großherzogtum Mecklenburg-Strelitz gliederte sich bei der Reichsgründung 1871 in Städte, Domänenämter, Ritterschaftliche Ämter und Sonstige Ämter, darunter das Fürstentum Ratzeburg. Diese Verwaltungsgliederung beruhte auf der feudalen Struktur des Landes.
| Stadt                                                | Einwohner 1871 |
| ---------------------------------------------------- | -------------- |
| Friedland                                            | 5.031          |
| Fürstenberg                                          | 2.108          |
| Neubrandenburg, Vorderstadt                          | 7.245          |
| Neustrelitz, Residenzstadt                           | 8.470          |
| Stargard                                             | 1.965          |
| Strelitz                                             | 2.997          |
| Wesenberg                                            | 1.544          |
| Woldegk                                              | 2.850          |
| Domänenamt                                           | Einwohner 1871 |
| Amt Feldberg                                         | 8.475          |
| Amt Mirow                                            | 7.426          |
| Amt Stargard                                         | 9.140          |
| Fürstenberger Amtsbezirk                             | 6.626          |
| Ritterschaftliches Amt                               | Einwohner 1871 |
| Amt Fürstenberg                                      |                |
| Amt Stargard                                         |                |
| Amt Strelitz                                         |                |
| Summe Ritterschaftliche Ämter und übrige Privatgüter | 15.055         |
| Sonstiges Amt                                        | Einwohner 1871 |
| Fürstentum Ratzeburg                                 | 17.006         |
| Kabinetsamt                                          | 1.044          |

## Freistaat Mecklenburg-Strelitz (1918–1933)

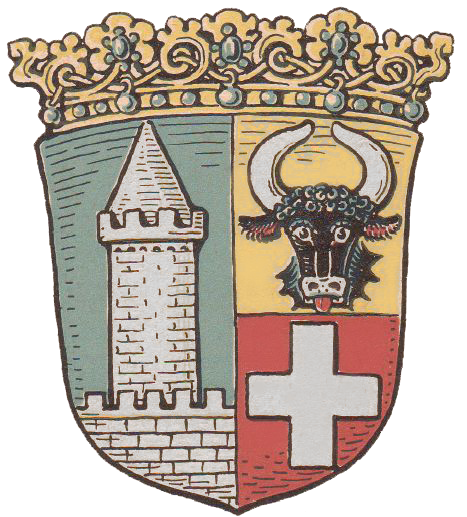
Wappen des Freistaats (1921)

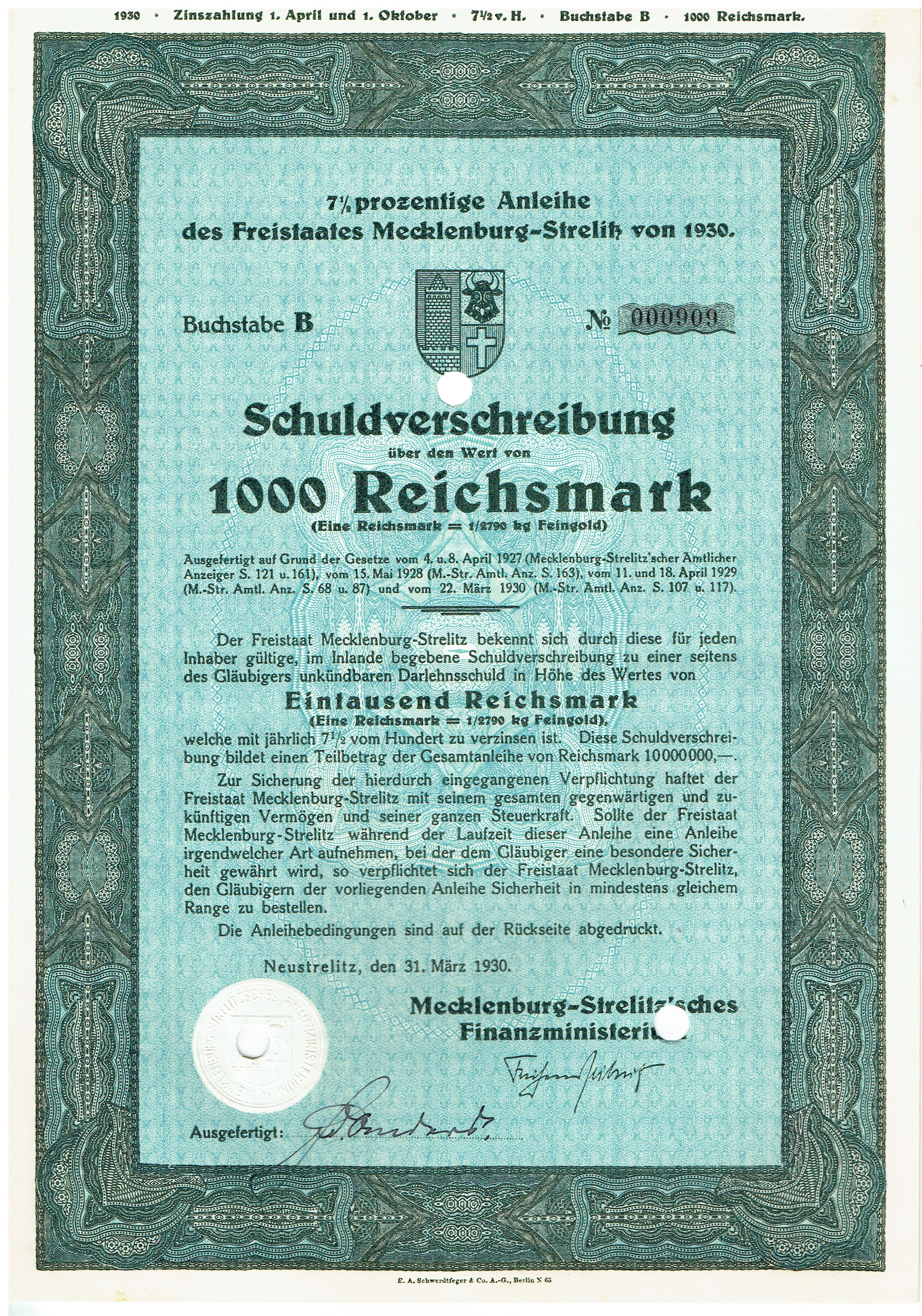
Schuldverschreibung über 1000 RM des Freistaates Mecklenburg-Strelitz vom 31. März 1930

### Geschichte
Nach dem Sturz der Monarchie 1918 erlangte Mecklenburg-Strelitz als Freistaat erstmals in seiner Geschichte politische Autonomie und blieb als nunmehr selbständiges und unabhängiges Land Glied des Deutschen Reiches (§ 1 des Landesgrundgesetzes vom 23. Mai 1923). Die Landeswahlergebnisse sind im Artikel Landtag des Freistaates Mecklenburg-Strelitz dargestellt.
Die Aufrechterhaltung der politischen Selbständigkeit als einer der kleinsten deutschen Staaten erwies sich jedoch schon nach wenigen Jahren als finanziell unmöglich. Der vom letzten Großherzog hinterlassene Staatsschatz war um das Jahr 1926 aufgebraucht. Zunächst suchte die Regierung vor dem Reichsgericht in Leipzig eine Entscheidung für eine Einigung mit Mecklenburg-Schwerin, die aber scheiterte. In einem Rechtsstreit um die gemeinschaftliche Verfügung über Vermögen ehemaliger Landesklöster und Vermögen der früheren Stände, den der Freistaat Mecklenburg-Strelitz 1926 gegen den Freistaat Mecklenburg-Schwerin vor dem Staatsgerichtshof für das Deutsche Reich anhängig machte, stellte Mecklenburg-Schwerin den Gegenantrag festzustellen, dass der Staat Mecklenburg-Strelitz am 23. Februar 1918 dem Staat Mecklenburg-Schwerin angefallen ist und seitdem rechtlich einen Teil desselben bildet. Zur Begründung führte Mecklenburg-Schwerin an, dass nach dem Hamburger Vergleich von 1701 (siehe oben) Mecklenburg-Strelitz mit dem Tod seines letzten Großherzogs Adolf Friedrich VI. am 23. Februar 1918 an Mecklenburg-Schwerin gefallen sei. Der Staatsgerichtshof gab diesem Gegenantrag jedoch nicht statt, da Mecklenburg-Strelitz beim Erlass der Reichsverfassung als Land im Sinne der Verfassung angesehen worden war.
Nachdem sich auch Pläne eines Beitritts zu Preußen 1932 als politisch nicht durchsetzbar erwiesen hatten, erfolgte unter nationalsozialistischem Druck zum 1. Januar 1934 die Wiedervereinigung mit Mecklenburg-Schwerin zum Land Mecklenburg. Maßgeblich für die Folgezeit wurde jedoch schon bald der NS-Gau Mecklenburg(-Lübeck), da der Landtag unmittelbar nach der Abstimmung über die Zusammenlegung beider Mecklenburgs aufgelöst wurde.

### Staatsminister
Im Landesgrundgesetz war die Anzahl der Staatsminister nicht festgelegt (vgl. § 24 Abs. 1 Landesgrundgesetz vom 23. Mai 1923: "Das Staatsministerium besteht aus der erforderlichen Anzahl Mitglieder, die die Amtsbezeichnung "Staatsminister" führen. Ihre Zahl wird vom Landtage bestimmt."). In der Staatspraxis von 1918 bis 1933 gab es sowohl Zeiträume, in denen nur ein Staatsminister dem Staatsministerium vorstand, als auch solche, in denen sich zwei Staatsminister diese Aufgabe teilten.
- 1918–1919: Peter Stubmann (DDP)
- 1919–1919: Hans Krüger (SPD)
- 1919–1920: Kurt von Reibnitz (SPD)
- 1920–1923: Kurt von Reibnitz (SPD) und Roderich Hustaedt (DDP)
- 1923–1928: Karl Schwabe (DNVP) und  Roderich Hustaedt (DDP)
- 1928–1928: Beamtenministerium Harry Ludewig (parteilos) und Erich Cordua (DNVP[22])
- 1928–1928: Kurt von Reibnitz (SPD) und Otto Heipertz (DVP)
- 1928–1931: Kurt von Reibnitz (SPD)
- 1931–1933: Heinrich von Michael (DNVP)
- 1933–1933: Fritz Stichtenoth (NSDAP)

Soweit das Staatsministerium von zwei Ministern zugleich geführt wurde, waren diese in aller Regel gleichrangig und gleichberechtigt (einzige Ausnahme: die ersten Wochen des Staatsministeriums von Reibnitz / Hustaedt 1920).

### Verwaltungsgliederung
Durch die Amts-, Städte- und Landgemeindeordnung vom 16. Februar 1920 wurde das Land in amtsfreie Städte und Ämter gegliedert:
Amtsfreie Städte
- Feldberg
- Friedland
- Fürstenberg
- Mirow
- Neubrandenburg
- Neustrelitz
- Schönberg
- Stargard (ab 1929 Burg Stargard)
- Strelitz (1931 zu Neustrelitz)
- Wesenberg
- Woldegk

Ämter
- Amt Stargard
- Amt Strelitz
- Amt Schönberg

Die Ämter Stargard und Strelitz wurden 1934 mit den Städten Burg Stargard, Feldberg, Friedland, Fürstenberg, Mirow, Wesenberg und Woldegk  zum Kreis Stargard zusammengeschlossen, der 1946 in Kreis Neustrelitz umbenannt wurde. 1950 wurden der Fürstenberger Werder um die Stadt Fürstenberg abgetrennt und dem Land Brandenburg zugeordnet. 1952 wurde das Territorium auf die neu gebildeten Kreise Neubrandenburg, Neustrelitz und Strasburg aufgeteilt.
Das Amt und die Stadt Schönberg gingen 1934 im neuen Kreis Schönberg auf, der 1950 in Kreis Grevesmühlen umbenannt wurde.
1994 entstand der alte Kreis Stargard bzw. Neustrelitz in seinen Grenzen von 1952 mit Ausnahme der inzwischen kreisfreien Stadt Neubrandenburg wieder. Trotz heftiger Kritik aus Historikerkreisen erhielt der neu gebildete Kreis jedoch nicht mehr den historisch zutreffenden Namen zurück, sondern er wurde historisierend nach der früheren mecklenburgischen Teilherrschaft Landkreis Mecklenburg-Strelitz benannt und führte zeitweilig sogar die Symbolik des einstigen Freistaates. Der Landkreis umfasste jedoch nur größere Teile (ca. 71 %) des tatsächlichen Territoriums von Mecklenburg-Strelitz im Bereich der ehemaligen Herrschaft Stargard und stand zum früheren Mecklenburg-Strelitz in keiner Rechtsnachfolge. Die Kreisgebietsreform 2011 in Mecklenburg-Vorpommern tilgte den Namen Mecklenburg-Strelitz endgültig von der Landkarte, das vormalige Kreisgebiet ging im Landkreis Mecklenburgische Seenplatte auf.

### Bibliographien
- Landesbibliographie MV
- Neubrandenburg schwarz auf weiß. 750 Jahre Stadtgeschichte in literarischen Dokumenten; eine Auswahlbibliographie …. Hrsg.: Regionalbibliothek Neubrandenburg. Neubrandenburg 1998.
- Mecklenburg-Strelitz schwarz auf weiß. Geschichte einer Region in literarischen Dokumenten; eine Auswahlbibliographie …. Hrsg.: Regionalbibliothek Neubrandenburg. Neubrandenburg 2001.